# 松井正之
松井 正之（まつい まさゆき）は、京都郊外の松井城主。官位は山城守。将軍足利義晴の重臣。父は長之（越前守）、祖父は宗富（信濃守）、友閑（宮内卿法印）の兄、康之（佐渡守）の父。

## 生涯
松井氏は松井宗次が足利尊氏に仕えて以来、代々足利将軍の重臣として仕えた 。松井正之は将軍足利義晴の重臣として仕えていたが、若い頃に病没した。そのため、長男勝之が家督を継いだ。

### 子孫
勝之は将軍義輝に仕えていたが、永禄8年（1565年）5月19日に三好義継、松永久秀らの乱により、13代将軍足利義輝、松井新三郎（三男）らが討死する永禄の変が起こった。その変により勝之は殉死し、二男の康之が家督を継いだ 。康之は細川藤孝と行動を共にし、後に織田信長の家臣となった。だが、実際には細川藤孝の家臣であったと言われている。天正9年（1581年）、羽柴秀吉が鳥取城攻めを行なった時には水軍衆を率いて秀吉方の付城に兵糧を入れ、鳥取城に兵糧を入れようとしていた毛利水軍を撃退、毛利の将・鹿足元忠を討ち、その勢いで伯耆・泊城を攻めるなど活躍。信長から賞賛された（細川家記、松井家譜）。